# Gabriel Loeschbor
 (janvier 2025).
Gabriel Loeschbor, né le 4 juin 1977 à Santa Fe, est un ancien footballeur argentin qui évoluait au poste de défenseur central.